# Drepanepteryx punctata
Drepanepteryx punctata är en insektsart som först beskrevs av Okamoto 1905.  Drepanepteryx punctata ingår i släktet Drepanepteryx och familjen florsländor. Inga underarter finns listade i Catalogue of Life.